# Schwarz-Gruppe
Schwarz-Gruppe är ett tyskt multinationellt förvaltningsbolag som äger och driver bland annat detaljhandelskedjorna Kaufland och Lidl samt avfallshanteringsföretaget Prezero. Det äger också andra företag som verkar inom informationsteknik, livsmedelsindustrin, plast och återvinning. Förvaltningsbolaget ägs av stiftelsen Dieter Schwarz Stiftung, som i sin tur kontrolleras av en annan stiftelse Schwarz Unternehmenstreuhand, som styrs av affärsmannen Dieter Schwarz.
År 2022 var Schwarz-Gruppe världens tredje största detaljhandelsföretag enligt den amerikanska branschorganisationen för detaljhandel, National Retail Federation.

## Historik
Förvaltningsbolaget har sitt ursprung från 1930 när Josef Schwarz blev delägare i Südfrüchte Grosshandel Lidl & Cie, som var importör av tropisk frukt.
Efter andra världskriget bytte företaget namn till Lidl & Co Südfrüchtehandlung. År 1960 började företaget expandera och inkludera alla livsmedel, företaget fick namnet Lidl & Schwarz KG. Två år senare tog Dieter Schwarz över det från sin far. År 1973 öppnades den första livsmedelsbutiken under varumärket Lidl medan 1984 introducerades stormarknadskonceptet Kaufland. År 2009 startade förvaltningsbolaget upp avfallshanteringsföretaget Green Cycle i syfte att sköta avfallshanteringen för Lidl medan 2012 tog den även över det för Kaufland. Fyra år senare började Green Cycle även ta in externa kunder. År 2018 bytte Green Cycle namn till Prezero.